# Школа Абен-Яшара Луцкого
Школа Абен-Яшара Луцкого — одна из лучших частных караимских школ в начале XIX в., существовавшая в Евпатории. Ею руководил известный караимский просветитель Авраам бен-Иосиф Луцкий (1792—1855). Его внук, Яков Вениаминович Дуван (1842—1901) — караимский ученый и педагог, автор первого караимского катехизиса с русским переводом.

## Особенности
Учениками этой школы в основном были дети из зажиточных караимских семей, однако А. И. Луцкий не отказывал в приёме в школу и малообеспеченным мальчикам, «если подмечал в них охоту к учению и дарование». Таких воспитанников он обучал безвозмездно. Впоследствии, по просьбе влиятельных членов евпаторийской караимской общины, А. И. Луцкий прекратил приём платных учеников и стал готовить будущих преподавателей богословия и древнееврейской литературы из числа бедных юношей.
Учащиеся школы «Абен-Яшара» изучали древнееврейский язык, Танах, совершенствовались в богословии, философии, изучали произведения караимских авторов средневековья.

## Выпускники
- Гелел Моисеевич Гелелович (1834—1920) — караимский благотворитель;
- Давид Иосифович Джигит (1839—1894) — табачный фабрикант;
- Илья Ильич Казас (1832—1912) — выдающийся караимский просветитель, педагог и поэт;
- Самуил Авраамович Крым (1835—1898) — видный караимский общественный деятель, педагог;
- Юфуда Исаакович Савускан (1832—1900) — газзан;
- Юфуда Соломонович Узун (1836—1893) — газзан;
- Иосиф Исаакович Эрак (1832—1896) — поэт и переводчик.